# Михалёв, Алексей Николаевич (футболист)
Алексей Николаевич Михалёв (18 сентября 1983, Тамбов, СССР) — российский футболист, защитник.

## Биография
Родился 18 сентября 1983 года в Тамбове и является воспитанником местного футбола. Первый тренер — Валерий Васильевич Шарапов, с которым игрок занимался одновременно с Юрием Жирковым. На профессиональном уровне дебютировал 31 августа 2004 в составе тамбовского «Спартака», выйдя на замену вместо Алексея Снеткова в матче с «Обнинском». Однако этот матч остался единственным в составе «Спартака». В дальнейшем выступал за «Спортакадемклуб», «Чкаловец-1936», «Губкин», «Витязь» (Подольск), «Факел» и «Авангард» (Курск). В 2014 году подписал контракт с клубом «Тамбов».
Выпускник Московского авиационно-технического института.

## Достижения

### Командные
«Витязь» Подольск
- Победитель Второго дивизиона ПФЛ (зона «Центр»): 2007
- Обладатель Кубка ПФЛ: 2007

«Тамбов»
- Победитель первенства ПФЛ (зона «Центр»): 2015/2016

### Личные
Лучший защитник зоны «Центр»: 2007